# Mielopoyesis

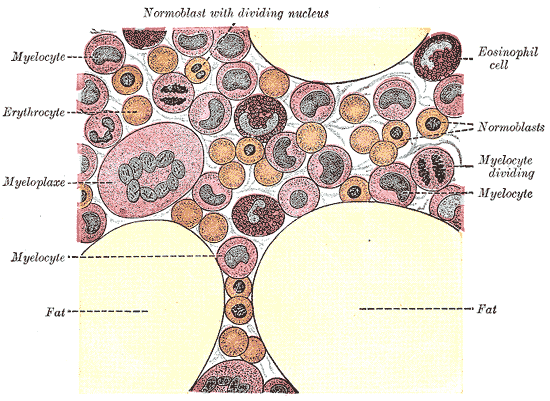
Mielopoyesis en médula ósea.

Se denomina mielopoyesis (gr. myelos, "médula" y poiéo, "hacer", "fabricar") al proceso de generación, desarrollo y maduración de los componentes mieloides de la sangre.
Estos componentes son aquellos cuyo proceso de maduración, en el animal adulto, se inicia y completa en la médula ósea; en contraposición con aquellos cuyo proceso de diferenciación se puede producir fuera de la médula ósea y se denomina linfopoyesis.
La serie mieloide de la sangre se corresponde con eritrocitos, megacariocitos, monocitos y granulocitos o células granulocíticas (eosinófilos, basófilos y neutrófilos).
En la médula ósea se encuentran las células pluripotenciales, multipotenciales o stem-cell, capaces de automantenerse por división celular y de diferenciarse. Cada una de estas células madre pluripotenciales da lugar a dos progenitores mayores: la célula madre mieloide y la célula madre linfoide.
La célula madre mieloide es precursora común, dentro de la mielopoyesis, de la UFC-EM o unidad formadora de colonias eritromegacariocíticas, de la UFC-GM o unidad formadora de colonias granulomonocíticas y de la UFC-Eo o unidad formadora de colonias eosinofílicas.
La UFC-EM, puede encaminarse hacia la línea eritroide (UFC-E) por estimulación fundamental de la eritropoyetina -eritropoyesis-, o encaminarse hacia la línea megacariocítica (UFC-Meg), por acción principal de la trombopoyetina -trombopoyesis-. 
La UFC-GM, podrá encaminarse hacia la monopoyesis o hacia la granulopoyesis, por acción del factor CSF (colony stimulating factor).
La UFC-Eo parece ser el precursor propio de los eosinófilos, independiente del resto de células granulocíticas. Este precursor inicia su camino hacia la maduración por acción del factor estimulante específico CSF-Eo.
Está descrita la mielopoyesis ectópica o extramedular. Son términos que hacen referencia a una situación patológica en la que existe formación y desarrollo de tejido mieloide, fuera de la médula ósea.